# ZiU-9

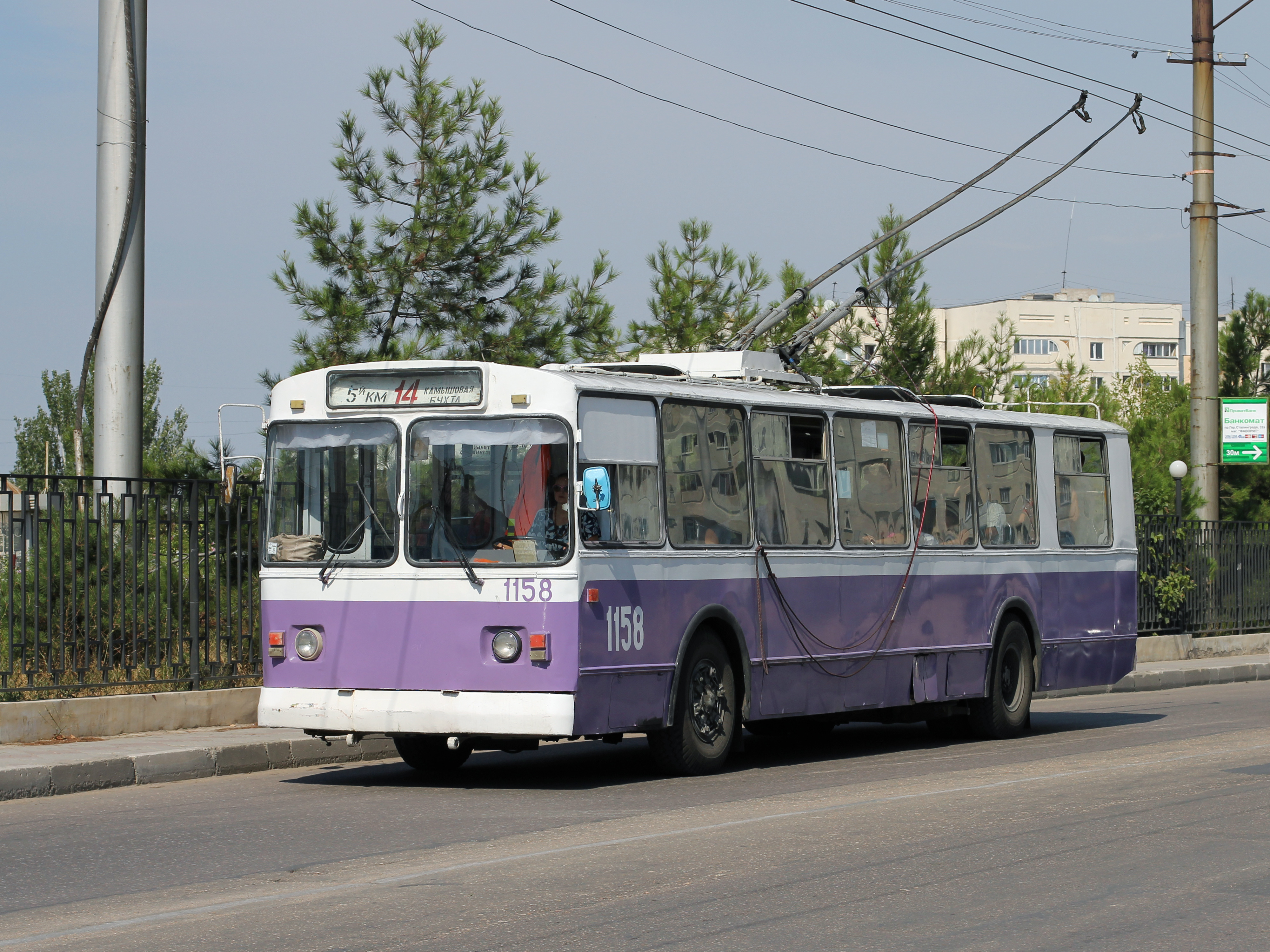
ZiU-9

ZiU-9(러시아어: ЗиУ-9) 또는 Ziu-682(러시아어: ЗиУ-682)는 러시아 옌겔스에 위치한 버스 제조 회사인 우리츠키 공장에서 제조한 트롤리버스이다. 1971년에 첫 번째 프로토타입이 제조되었으며 1972년부터 2013년까지 생산되었다. 러시아와 독립국가연합 국가의 주요 도시에서 사용되었고 1990년대에 출시된 여러 트롤리버스의 원형이기도 하다.

## 파생
- ZiU-9B (1972년에 출시됨): 기존에 비해 크기를 늘린 버전이다.
- ZiU-9V (1976년에 출시됨): 기존에 비해 동력 장치를 개량한 버전이다.
- Ziu-9G (1992년에 출시됨): 전기 기계로 문을 여는 부분을 타이어로 교체하고 차량의 구조를 밝게 개선하여 사용 수명을 단축했다.

## 같이 보기
- ZiU-10